# Sean Dyche
Sean Mark Dyche (ur. 28 czerwca 1971 w Kettering) – były angielski piłkarz grający na pozycji obrońcy, od 2011 r. trener piłkarski. Przez ponad 10 lat prowadził za sterami angielski klub FC Burnley.